# 윌리 포스트

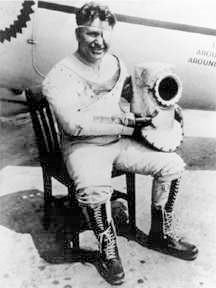
윌리 포스트

윌리 하드먼 포스트(영어: Wiley Hardeman Post, 1898년 11월 22일 ~ 1935년 8월 15일)는 미국의 비행사로 비행기로 세계 일주에 성공한 최초의 비행사이다. 텍사스주 밴잰트 카운티에서 태어난 그는 고도를 높게 택해 비행한 것으로 유명하다. 또한 그가 입었던 비행복은 기압복의 원류 중 하나라는 평을 듣고 있다.
그가 사용했던 비행기는 합판으로 외압을 견디는 모노코크 구조였는데 현재 미국 국립항공우주박물관의 스티븐 F. 우드바 헤이지 센터에 전시되고 있으며 비행복도 진열 준비 중이다. 포스트는 1935년 8월 15일 작가 윌 로저스와 비행하던 중 알래스카 최북단점 중 하나인 배로 포인트(Barrow Point) 인근에서 늪가에 비행기가 충돌하는 사고로 세상을 떠났다.